# Cratere Howe
Howe  è un cratere sulla superficie di Venere. Deve il suo nome alla biografa e poetessa statunitense Julia Ward Howe.